# Vitellius

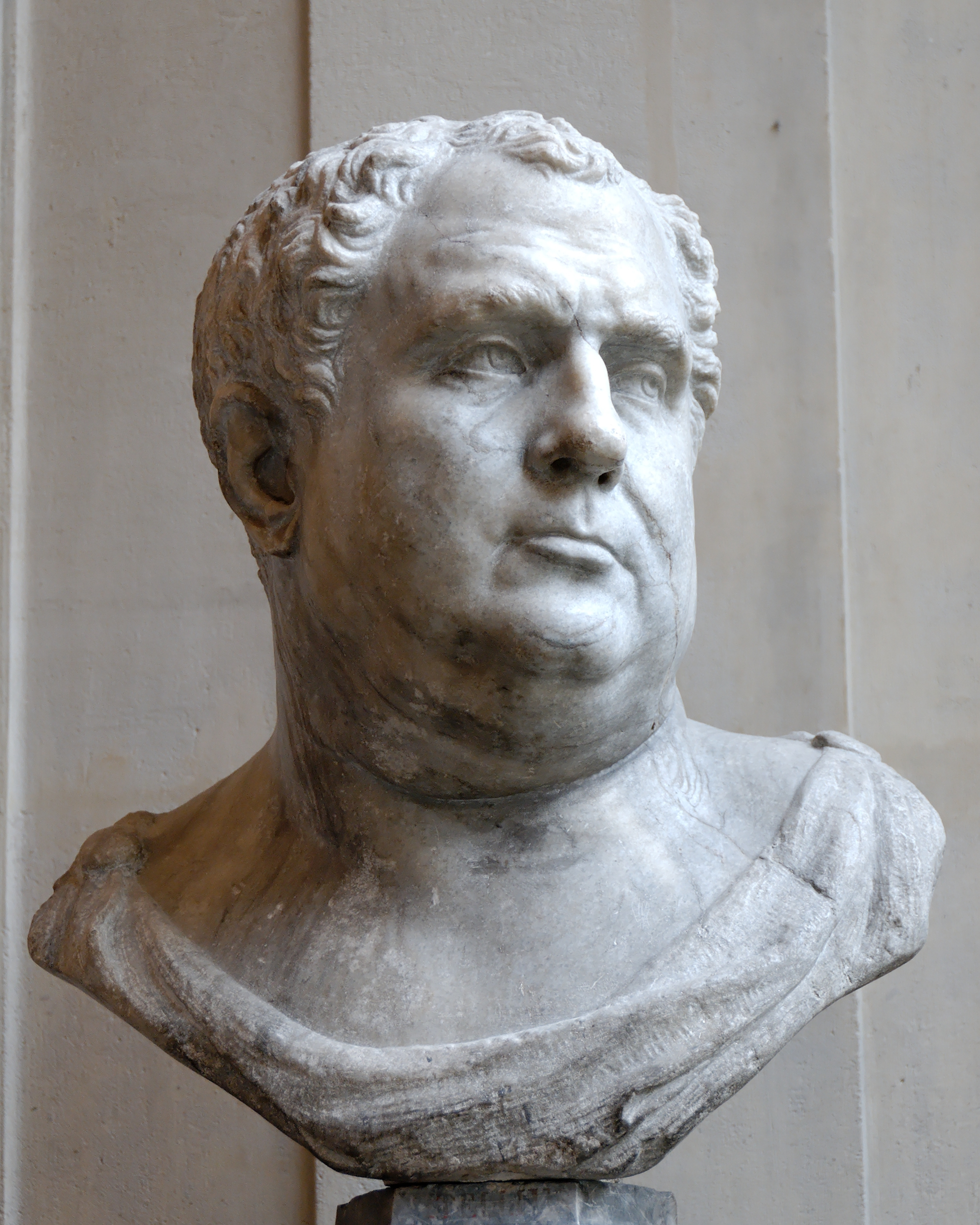
Vitellius

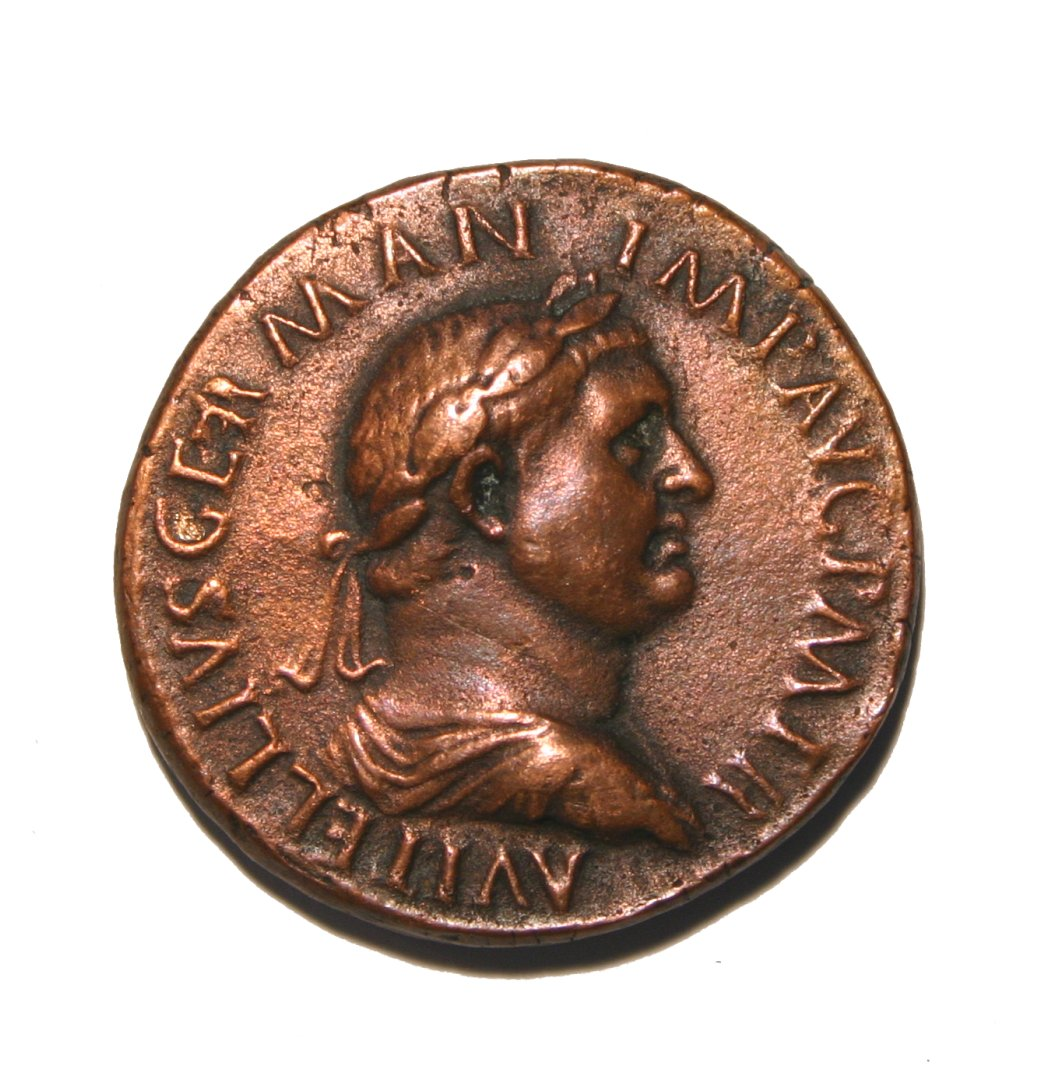
Aulus Vitellius Germanicus

Aulus Vitellius Germanicus (n. 24 septembrie 15 d.Hr., Nuceria⁠(d), Campania, Italia – d. 22 decembrie 69 d.Hr., Roma, Imperiul Roman) a fost împărat roman din 17 aprilie 69 până în 22 decembrie 69, unul din împărații aparținând Anului celor patru împărați.

## Biografie
Apropiat al împăraților Caligula, Claudius și Nero și în continuă competiție pentru prietenia împăratului (Nero)  cu Petronius, consul în 48, guvernator (proconsul) al Africii (61), Vitellius este numit de Galba, în decembrie 68, guvernator al Germaniei Inferior. Proclamat împărat de legiunile din provinciile revoltate împotriva lui Galba (1 ianuarie 69), Vitellius își trimite trupele în Italia. 
La Bedriacum (14 aprilie 69), în apropiere de Cremona, legiunile lui obțin victoria asupra lui Otho (proclamat împărat la 15 ianuarie 69 după asasinarea lui Galba), patru zile mai târziu Vitellius fiind recunoscut împărat și de către Senat. 
După proclamarea ca împărat a lui Vespasian, la 1 iulie 69, de către legiunile din Orient, depășit de evenimente, Vitellius rămâne inactiv la Roma. Legiunile trimise de Vespasian, obțin la 24 octombrie o victorie categorică la Cremona. Este ucis la 20 decembrie 69 în timpul luptelor de stradă pentru cucerirea Romei, de forțele lui Vespasian.